# 416 (tal)
416 är det naturliga heltal som följer 415 och följs av 417.

## Matematiska egenskaper
- 416 är ett jämnt tal.

## Inom vetenskapen
- 416 Vaticana, en asteroid.